# Бурмістрова Наталія Михайлівна
Наталія Михайлівна Бурмістрова (14 березня 1918, Борисов, Мінська губернія — 19 серпня 2008, Тбілісі) — радянська актриса театру і кіно. Народна артистка СРСР (1972).

## Походження та навчання
Народилася в сім'ї військовослужбовця, прапорщика М. С. Бурмістрова (1892—1968), який після жовтневого перевороту більшовиків був першим головою виконкому Борисівського Совдепу, пізніше — професійний актор, заслужений артист Чуваської АРСР.
Наталія Бурмістрова пов'язана з театральною сценою з раннього дитинства. У п'ятирічному віці зіграла свою першу роль у виставі «Цар всія Русі» за п'єсою Олексія Толстого.

## Творчість
Після закінчення середньої школи в 1936 році вступила до допоміжного складу трупи Томського театру драми і комедії. Пізніше працювала в Петропавлівському драматичному театрі, Горьківському театрі драми та інших.
Учасниця німецько-радянської війни. З 1941 року була санітаркою санітарного поїзда. Потім — актрисою пересувного фронтового театру.
З 1948 року — провідна актриса Тбіліського російського драматичного театру імені О. С. Грибоєдова. Грала до початку 2000-х років, коли в зв'язку з хворобою виявилася прикутою до ліжка. На її рахунку близько 200 головних ролей. Одна з яскравих представниць театральної сцени грузинської столиці.
Знімалася в кіно. Авторка книги спогадів «Подорож у часі» (Тбілісі, 2001 р.).
Обиралася депутатом Верховної Ради Грузинської РСР 4-го і 5-го скликань.

## Родина та смерть
Чоловік — Ігор Злобін (помер у травні 1997 року), актор, народний артист Грузинської РСР (1970).
Померла Наталія Бурмістрова 19 серпня 2008 року в Тбілісі. Похована на Сабурталінському пантеоні видатних діячів Грузії.

## Ролі в театрі
- « Чайка»  А. Чехова —  Ніна Зарічна
- «Дачники»  М. Горького —  Марія Львівна
- «Таня»  А. Арбузова —  Таня
- « Іркутська історія» А. Арбузова —  Валька
- « Ляльковий будинок»  Г. Ібсена —  Нора
- «Дивна місіс Севідж»  Д. Патріка —  місіс Севідж
- « Двоє на гойдалках»  У. Гібсона —  Гітель Моска
- «Поступися місцем завтрашньому дню» В. Дельмара —  Люсі Купер
- «Надзвичайний посол»  братів Тур —  Олена Кольцова
- «Єдиний свідок» братів Тур —  Ганна Степанівна Сабурова
- « Барабанщица»  О. Салінського —  Ніла Сніжко
- «Безприданниця»  О. М. Островського —  Лариса
- « Живий труп»  Л. М. Толстого —  Маша
- « Підступність і любов» Шиллера —  Луїза
- « Старомодна комедія» А. Арбузова —  Лідія Василівна Жербер
- «Дорога Памела»  Д. Патріка —  Памела
- «Мільйонерка»  Б. Шоу —  Епіфанія
- «Топольок мій у червоній косинці»  Ч. Айтматова —  Кадіча
- «Дворянське гніздо» за І. С. Тургенєвим —  Ліза
- «Не називаючи прізвища» В. Мінка —  Поема
- « Велика сила»  Б. С. Ромашова —  Любаша
- «Ціною життя» братів Тур —  Софія Ковалевська
- «Вулиця Шолом-Алейхема, 40»  А. З. Ставицького —  Роза
- «Шостий поверх» А. Жері —  Жермен
- «Потоплені камені»  І. О. Мосашвілі
- «Потрібно брехун»  Д. Псафаса
- «Людина з зірки» («Краще залишатися мертвим») К. Віттлінгера
- «Дерева вмирають стоячи»  А. Касоні
- «Зірка німого кіно»  Й. Г. Ольшанського
- «У цьому милому старому будинку» А. Арбузова

## Нагороди та звання
- Народна артистка Грузинської РСР (1961)
- Народна артистка СРСР (1972)
- орден Трудового Червоного Прапора (17.04.1958)
- орден «Знак Пошани» (10.11.1950)
- медалі
- Почесний громадянин Тбілісі (1985)

## Відомі адреси
Тбілісі, вулиця Георгія Леонідзе, 10 (меморіальна дошка)